# Districte de Bandarban

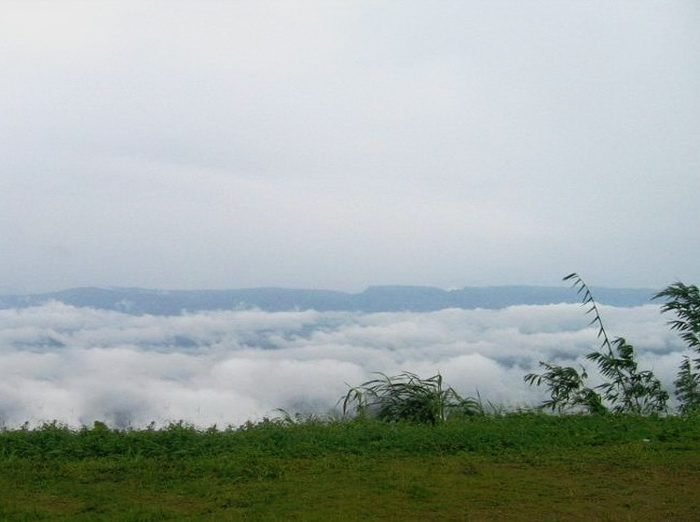
Nilgiri, Bandarban

El districte de Bandarban (bengalí বান্দরবান) és una divisió administrativa del sud-est de Bangladesh dins la divisió de Chittagong als Chittagong Hill Tracts. Bandarban vol dir la presa dels monos, i el districte és conegut també localemt com Arvumi i especialment com a cercle Bomong (o de vegades Bohmong). La població de Bandarban és la residència del raja bomong (actualment Aung Shwe Prue Chowdhury, de la tribu marma) i capital del districte de Bandarban.

## Geografia
La superfície és de 4.479 km² i la població de 292.900 habitants. El districte inclou els tres cims més alts de Bangladesh: Tahjindong (1.280 metres), Mowdok Mual (1.052 metres) i Keokradong (1.230 metres), i també el llac Raikhiang, el més alt del país; altres llocs a destacar són el pic Chumbuk, el pic Saka Haphong (1.081 metres) i el llac Boga

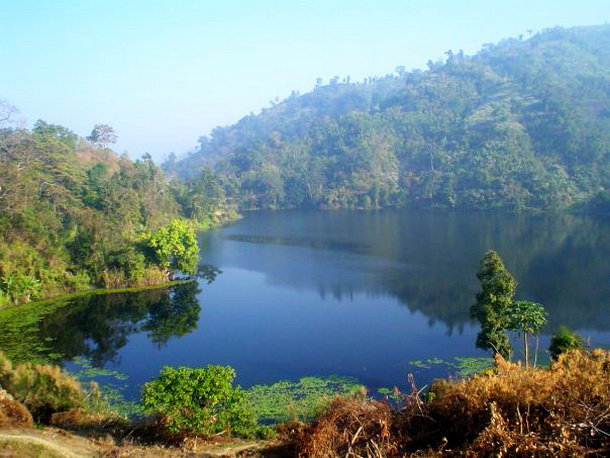
Boga Lake, Bandarban

Administrativament està dividit en set upaziles:
- Bandarban Sadar
- Thanchi
- Lama
- Naikhongchhari
- Ali Kadam
- Rowangchhari
- Ruma

El riu principal és el Sangu o Sangpo o Shankha, l'únic riu important nascut dins a Bangladesh; altres són el Matamuhuri i el Bakkhali. Les muntanyes principals són les de Meranja, Wailatong, Tambang i Politai. Hi ha diversos temples budistes

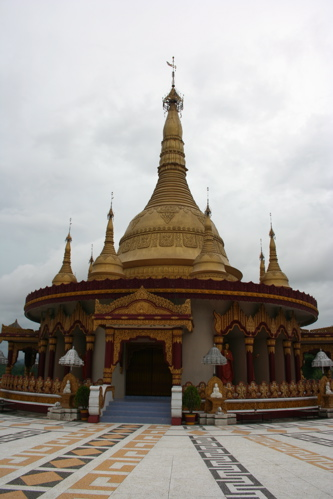
Balaghata Buddhist Temple

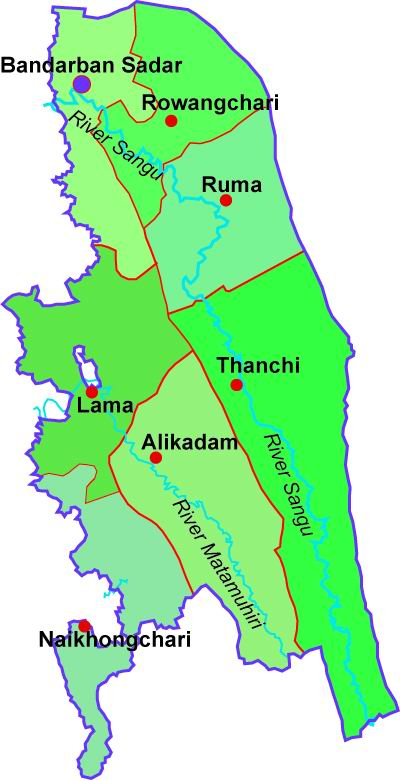
Mapa del districte

## Història
Al segle xv el rei d'Arakan va conquerir la regió de Chittagong; després de la victòria del rei d'Arakan sobre el rei de Pegu el 1599, el rei vencedor Mong Raja Gree va crear el cercle de Bohmong Htaung (Cercle Bomong, htaung = cercle). La zona estava en part poblada d'arakanesos que van agafar el nom, en la seva llengua, de Marma (plural: marmes) pronunciació arcaica de Myanmar. El 1614, el rei Mong Kha Maung d'Arakan, va nomenar al príncep de Pegu, Maung Saw Pru, com a governador of Chittagong, i aquest el 1620 va rebutjar l'atac portuguès amb gran valentia; en recompensa va rebre el títol de bohmong raja. En temps del bohmong raja Hari Gneo el 1710, el rei d'Arakan Canda Wizaya va reconquerir Chittagong als mogols amb el suport d'Hari Gneo que en recompensa va rebre el títol de Bohmong Gree que vol dir comandant en cap.
Va quedar sota domini britànic nominal dins el districte de Chittagong (1760) però estava de fet sense govern. El 1860 els Chittagong Hill Tracts foren separats i constituïts en territori separat sota un superintendent; el 1867 es van ampliar les facultats del superintendent que fou designat llavors com submissionat de les Comarques Muntanyoses (Hill Tracts). El territori fou la base de les campanyes contra els Lushai fins al 1891; el 1890 la "Raide of Frontier Tribes Act -22" fou aprovada i establia la creació del districte de Chittagong Hill Tracts, però després fou rebaixat a subdivisió a càrrec d'un subcomissionat supeditat al comissionat de la divisió (1892) situació confirmada el 1897. El 1900 les Chittagong Hill Tracts Regulations 1900 establia l'administració de les comarques muntanyoses, reconeixent a les tribus i als seus caps tradicionals dins de tres cercles, dirigits per rages assistits per caps de mouza i karbaris (caps de poble); el rei dels bomongs fou designat raja del cercle Bomong, equivalent al modern districte de Bandarban. L'agost de 1947 durant uns dies la bandera de Birmània va ser hissada per les tribus, però finalment el territori va quedar annexionat al Pakistan. El 1971 durant la guerra d'alliberament de Bangladesh, els caps tribals van ser lleials a Pakistan encara que a nivell de caps de mouza i poble gran part era favorable a la independència. La política encaminada a canviar la demografia de la regió per fer-la de majoria bengalina va provocar la revolta armada dels Shanti Bahini (1986-1997). L'acord de pau 2 de desembre de 1997 no s'ha implementat de manera satisfactòria.

### Bomong
Bomong era un dels tres cercles en què estaven dividits sota el domini britànic el districte dels Chittagong Hill Tracts avui a Bangladesh, formant un dels tres districtes en què el 1984 foren dividits els Chittagonsg Hill Tracts: el districte de Bandarban.
 El cercle ocupava la part sud del districte, tocant a Arakan (Birmània). La superfície era de 5346 km² i la població (1901) de 44.075 habitants en 74 pobles. Estava poblat per maghs o arakanesos. Al poble de Bandarban residia el "Bomong" o cap tradicional del poble, que encara exerceix com a tal. Els bomongs de Bandarban eren independents dels sobirans dels Chakma i dels Mong, governants tradicionals dels altres dos cercles. El 1901 va morir el bomong Sa Neuin Nyo (1875-1901) i el va succeir Cholaphru Chaudhri. El 1995 era bomong Mong Shwe Prue Chowdhury.

## Ethnografia
Quinze minories viuen al districte a més dels bengalís: marma (o maghs), mru (murongs), tanchangya o tenchungya, bawm, khyang, tripuris, mizos (o lushei), khumi, chak, kukis, chakmes, rakhines o arakanesos, reangs (o riyang), uchoi o usui i pankhos. Per religions el 47,5% eren musulmans, el 38% budistes, el 7% cristians, el 3,5% hindús i altres el 3,5%